# Pławno (Grande-Pologne)
Pour les articles homonymes, voir Pławno.
Pławno (prononciation : [ˈpwavnɔ]) est un village polonais de la gmina de Murowana Goślina dans le powiat de Poznań de la voïvodie de Grande-Pologne dans le centre-ouest de la Pologne.
Il se situe à environ 6 kilomètres au sud-est de Murowana Goślina (siège de la gmina) et à 18 kilomètres au nord-est de Poznań (siège du powiat et capitale régionale).

## Histoire
De 1975 à 1998, le village faisait partie du territoire de la voïvodie de Poznań.

Depuis 1999, Pławno est situé dans la voïvodie de Grande-Pologne.
Le village possède une population de 77 habitants en 2006.